# Monopoli discriminador de preus
El monopoli discriminador de preus és aquell que posa diferents preus segons les característiques del mercat, del producte o dels consumidors i ho fan per així obtenir els majors beneficis.
Quan parlem que hi ha un monopoli de discriminació de preus, és perquè hi ha un poder que exerceix una o diverses empreses sobre el preu de mercat d'un bé o servei, imposant diferents preus a diferents tipus de consumidors o assignant a cada consumidor diferents preus per unitats diferents del mateix bé o servei, és a dir, aquell monopoli en el qual l'únic venedor ofereix el mateix producte o productes molt similars a preus diferents dels diferents clients que intervenen en aquest mercat.
Per tant, un venedor de preus discrimina quan cobra diferents preus a diferents compradors. La forma ideal de la discriminació de preus, des del punt de vista del venedor, és cobrar de cada comprador el màxim que el comprador està disposat a pagar. Així la corba d'ingrés marginal es converteix en idèntica a la corba de la demanda. El venedor va a vendre la quantitat econòmicament eficient, capturant la totalitat de l'excedent del consumidor, augmentant substancialment els beneficis.
Per poder discriminar el monopolista necessita:
- Tenir capacitat per segmentar el mercat en diversos tipus, on cada tipus té una corba de demanda diferent.
- Els costos marginals de producció per a diferents tipus han de ser similars.
- Considerar les condicions d'arbitratge, que no existeixi possibilitat de revenda, com ara: bitllets d'avió (són nominatius), abonament transport, tatuatges, l'electricitat i productes que no siguin fàcils d'emmagatzemar.

Excedent del consumidor.

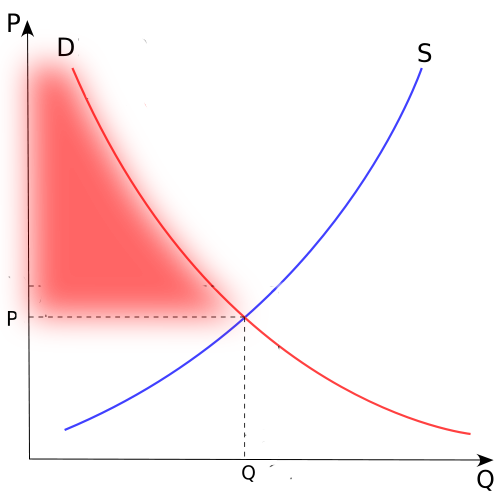
L'excedent del consumidor és la zona marcada de color vermell

Són els estalvis reals del consumidor donat un preu únic, o explicat d'una altra manera, la diferència entre la disposició a pagar i el que realment es paga. És igual a l'àrea sota la corba de la demanda i amunt del preu de mercat.
La discriminació de preus:
1. Redueix l'excedent del consumidor.
2. La discriminació de preus perfecta elimina per complet l'excedent del consumidor.

Hi ha tres tipus de discriminació en un monopoli. La de primer grau o perfecta, de segon grau i de tercer grau. Els graus de les discriminacions indiquen la rendibilitat que obté el monopolista.

## Discriminació de primer grau o perfecta
És una situació de discriminació que succeeix quan el monopolista té tota la informació dels consumidors, i per tant, pot vendre cada unitat de producció a diferent preu, cobrant el màxim preu que estigui disposat a pagar el comprador i recollirà tot l'excedent del consumidor. S'ha de fer bé la segmentació del mercat i per això el monopolista ha de tenir molta infirmació. Ha de tenir, per exemple, la capacitat de poder distingir als clients diferenciats per: sexe, edat, classe social, etc.
Per a dur a terme aquesta discriminació hi ha dos mètodes. El primer consisteix a cobrar a cada consumidor la seva valoració màxima del producte o servei. La discriminació de primer grau és la que deixarà més benefici al monopolista.
La tarifa en dues parts té la forma:
T (q) = A + p(q)·q
El que fa el monopolista és fixar el preu variable igual al cost marginal i la resta és el preu d'accés, la part variable s'utilitza per cobrir costos i la part fixa per aconseguir tot l'excedent del consumidor. Un clar exemple d'aquesta situació és l'oferta que ofereixen les companyies telefòniques anomenada Tarifa Plana, on no es cobren els minuts que es parla o es connecta la gent a internet, cobren una quota fixa.